# 決勝時刻系列
決勝時刻是由動視發行的第一人稱射擊遊戲系列，從2003年開始，它首先專注於以二戰為背景遊戲。隨著時間的推移，該系列遊戲的背景設定在冷戰、未來世界和外太空。遊戲首先由Infinity Ward開發，然後由Treyarch和Sledgehammer Games相繼開發。其他開發商製作了幾款衍生遊戲和掌上游戲。最新作品《使命召喚：黑色行动 6》於2024年10月25日發布。

## 主要系列
| #  | 名稱                   | 年份 | 平台    | 平台               | 平台        | 平台                     |                                | 開發商                                  |
| #  | 名稱                   |      | Windows | macOS              | PlayStation | Xbox                     | 其他                           |                                         |
| -- | ---------------------- | ---- | ------- | ------------------ | ----------- | ------------------------ | ------------------------------ | --------------------------------------- |
| 1  | 使命召唤               | 2003 | check   | check              |             | X360                     | N-Gage                         | Infinity Ward                           |
| 2  | 使命召唤2              | 2005 | check   | check              | 2           | X360                     | J2ME                           | Infinity Ward                           |
| 3  | 使命召唤3              | 2006 |         |                    | 2、3        | Xbox、X360               | Wii、J2ME                      | Treyarch                                |
| 4  | 使命召唤4：现代战争    | 2007 | check   | check              | 3           | X360                     | NDS、Wii、J2ME                 | Infinity Ward、Raven Software（重製版） |
| 5  | 使命召唤：战争世界     | 2008 | check   |                    | 3           | X360                     | NDS、Wii、Windows Mobile、J2ME | Treyarch                                |
| 6  | 使命召唤：现代战争2    | 2009 | check   | check              | 3           | X360                     | NDS                            | Infinity Ward、Beenox（重製版）         |
| 7  | 使命召唤：黑色行动     | 2010 | check   | check              | 3           | X360                     | NDS、Wii、J2ME                 | Treyarch                                |
| 8  | 使命召唤：现代战争3    | 2011 | check   | check              | 3           | X360                     | NDS、Wii                       | Infinity Ward、Sledgehammer Games       |
| 9  | 使命召唤：黑色行动II   | 2012 | check   |                    | 3           | X360                     | Wii U                          | Treyarch                                |
| 10 | 使命召唤：幽灵         | 2013 | check   |                    | 3、4        | X360、XONE               | Wii U                          | Infinity Ward                           |
| 11 | 使命召唤：高级战争     | 2014 | check   |                    | 3、4        | X360、XONE               |                                | Sledgehammer Games                      |
| 12 | 使命召唤：黑色行动III  | 2015 | check   | check              | 3、4        | X360、XONE               | Treyarch                       |                                         |
| 13 | 使命召唤：无限战争     | 2016 | check   |                    | 4           | XONE                     | Infinity Ward                  |                                         |
| 14 | 使命召唤：二战         | 2017 | check   | Sledgehammer Games | 4           | XONE                     |                                |                                         |
| 15 | 使命召唤：黑色行动4    | 2018 | check   | Treyarch           | 4           | XONE                     |                                |                                         |
| 16 | 使命召唤：现代战争     | 2019 | check   | Infinity Ward      | 4           | XONE                     |                                |                                         |
| 17 | 使命召唤：黑色行動冷戰 | 2020 | check   | 4、5               | XONE、XSXS  | Treyarch、Raven Software |                                |                                         |
| 18 | 決勝時刻：先鋒         | 2021 | check   | 4、5               | XONE、XSXS  | Sledgehammer Games       |                                |                                         |
| 19 | 決勝時刻：現代戰爭II   | 2022 | check   | 4、5               | XONE、XSXS  | Infinity Ward            |                                |                                         |
| 20 | 決勝時刻：現代戰爭III  | 2023 | check   | 4、5               | XONE、XSXS  | Sledgehammer Games       |                                |                                         |
| 21 | 決勝時刻：黑色行動6    | 2024 | check   | 4、5               | XONE、XSXS  | Treyarch、Raven Software |                                |                                         |

### 二戰系列

#### 決勝時刻
- 推出日期：2003年10月29日
- 開發小組：Infinity Ward
- 資料片：決勝時刻：聯合行動（Call of Duty: United Offensive）（2004年9月推出）

《使命召唤》（Call of Duty）為系列中的第一款作品，遊戲使用了雷神之錘III引擎（id Tech 3），故事背景為第二次世界大戰。該作由Infinity Ward開發，並由美國動視發行。

#### 決勝時刻2
- 推出日期：2005年10月25日
- 開發小組：Infinity Ward

《決勝時刻2》（Call of Duty 2）為系列中的第二款作品同時也是主線系列第一集《使命召唤》的故事延續，背景同樣為第二次世界大戰。玩家在遊戲中會以蘇聯紅軍、美國遊騎兵及英國陸軍第7裝甲師的角度進行遊戲。該作亦同樣推出了手提電話、Pocket PC及智慧型手機版本。

#### 決勝時刻3
- 推出日期：2006年11日7日
- 開發小組：Treyarch

《決勝時刻3》（Call of Duty 3）為系列中的第三款作品也是主線系列中的第一款非Infinity Ward開發作品，該作品轉由Treyarch開發。該作亦是主線系列中的唯一沒有推出PC版的一作（只推出了 PlayStation 2、PlayStation 3、Wii、Xbox及Xbox 360版本）。

#### 決勝時刻：二战
- 推出日期：2017年11月3日
- 開發小組：Sledgehammer Games

《使命召唤：二战》（Call of Duty WWII）為系列中的第十四款作品也是主線系列中时隔九年再次回归第二次世界大战主题的作品，該作品由Sledgehammer Games開發。将发行在PlayStation 4、Xbox One和Windows平台。

#### 決勝時刻：先鋒
- 推出日期：2021年
- 開發小組：Sledgehammer Games

《使命召唤：先锋》（Call of Duty: Vanguard）為系列中的第十八款作品，該作品由Sledgehammer Games開發。發行於PlayStation 4、PlayStation 5、Xbox One、Xbox Series X/S和Windows平台。

### 現代戰爭系列

#### 決勝時刻4：現代戰爭
- 推出日期：2007年11月7日
- 開發小組：Infinity Ward

《使命召唤4：現代戰爭》（Call of Duty 4: Modern Warfare）是系列中的第四款作品，重新由Infinity Ward開發。該作是系列中第一款故事並非設定在二戰的作品，亦是系列中第一款被娛樂軟件分級委員會評定為“成人”（Mature）的作品。截至2008年6月，該作共售出了1000萬份，成為“決勝時刻”系列最暢銷的遊戲。

#### 決勝時刻：現代戰爭2
- 推出日期：2009年11月10日
- 開發小組：Infinity Ward

《決勝時刻：現代戰爭2》（Call of Duty: Modern Warfare 2）是系列中的第六款作品，由Infinity Ward開發並延續《決勝時刻4：現代戰爭》的故事，本作在開發階段一度棄用系列的名字《決勝時刻》（Call of Duty），而是利用系列第四集的名字《現代戰爭》（Modern Warfare）。但是後來還是將其改回Call of Duty : Modern Warfare 2。

#### 決勝時刻：現代戰爭3
- 推出日期：2011年11月8日
- 開發小组：Sledgehammer Games、Infinity Ward、Raven Software

《決勝時刻：現代戰爭3》（Call of Duty: Modern Warfare 3）是系列的第八款作品，遊戲将是現代戰爭三部曲的完结篇。於2011年11月8日發售。雖然華盛頓已經被美軍奪回，但東岸地區的入侵卻也很快隨之展開。由於Infinity Ward製作小組的大幅度人員調整，因此額外加入了兩個小組共同參與開發遊戲。

### 現代戰爭（重启）系列

#### 決勝時刻：现代战争
- 推出日期：2019年10月25日
- 開發小組：Infinity Ward

《決勝時刻：現代戰争》（Call of Duty: Modern Warfare）是系列第十六部作品，於2019年10月25日發售。為「現代戰爭」重啟系列，與2007-2011的現代戰爭三部曲沒有任何關係。玩家将作爲特種部隊成員，在歐洲和中東執行機密任務。

#### 決勝時刻：現代戰爭II
- 推出日期：2022年10月28日
- 開發小組：Infinity Ward

《決勝時刻：現代戰爭II》（Call of Duty: Modern Warfare II）是系列第十九部作品，于2022年10月28日发售。为「現代戰爭」重啟系列《決勝時刻：現代戰爭》的续作，英语名字与2009年的《使命召唤：现代战争2》同名。由Infinity Ward开发，游戏采用全新引擎制作。

#### 決勝時刻：現代戰爭III
- 推出日期：2023年11月10日
- 開發小組：Sledgehammer Games

《決勝時刻：現代戰爭III》（Call of Duty: Modern Warfare III）是系列第二十部作品，计划于2023年11月10日发售。为「現代戰爭」重啟系列第二部作品《決勝時刻：現代戰爭II》的续作，英语名字与2011年的《使命召唤：现代战争3》同名。由Sledgehammer Games开发。

### 黑色行動系列

#### 使命召喚：戰爭世界
- 推出日期：2008年11月11日
- 開發小組：Treyarch

《使命召喚：戰爭世界》是系列中的第五款作品，同時也是「黑色行動系列」故事線中的第一部作品，由Treyarch開發。該作的故事背景設定在二戰中的太平洋戰場及德蘇戰爭。本作採用了《使命召喚4：現代戰爭》所使用的遊戲引擎來開發。

#### 決勝時刻：黑色行動
- 推出日期：2010年11月19日
- 開發小组：Treyarch

《使命召唤：黑色行動》是系列第七款作品，由Treyarch開發。故事背景被設定在二十世紀六零年代的冷戰期間。

#### 決勝時刻：黑色行动II
- 推出日期：2012年11月13日
- 開發小组：Treyarch

《決勝時刻：黑色行動II》是系列第九款作品，由Treyarch開發，故事背景發生在2025年，並穿插有1980年代的回憶劇情，在预告片中可以看到前作的角色法蘭克·伍兹以老年的形象出现。

#### 決勝時刻：黑色行动III
- 推出时间：2015年11月6日
- 开发小组：Treyarch

《決勝時刻：黑色行動III》是系列第十二款作品，由Treyarch開發，故事背景設定在《黑色行動II》故事發生40年之後的2065年，一個反烏托邦式的未來。

#### 決勝時刻：黑色行动4
- 推出時間：2018年10月12日
- 开发小组：Treyarch
- 《決勝時刻：黑色行动4》是系列第十五款作品，由Treyarch開發，动视发行，本系列作品為第一款沒有單人战役模式的作品（但依然有剧情，隐藏于过场动画和彩蛋音频中，需玩家自行拼凑），已于2018年10月12日发行。[2]

#### 決勝時刻：黑色行動冷戰
- 推出時間：2020年11月13日
- 开发小组：Treyarch、Raven Software
- 《決勝時刻：黑色行动冷戰》是系列第十七款作品，由Treyarch和Raven Software開發，动视发行，劇情設定於1981年冷戰並且為《黑色行动》續作，定于2020年11月13日发行。

#### 決勝時刻：黑色行動6
- 推出時間：2024年10月25日
- 开发小组：Treyarch、Raven Software
- 《決勝時刻：黑色行动6》是系列第二十一款作品，由Treyarch和Raven Software開發，动视发行，劇情設定於1990年代冷戰結束後的年代，定于2024年10月25日发行。

### 獨立作品

#### 決勝時刻：魅影
- 推出日期：2013年11月5日
- 開發小組：Infinity Ward、Raven Software、Neversoft

《決勝時刻：魅影》（Call of Duty: Ghosts）是系列第十款作品，在2013年公佈。遊戲使用的引擎為改良版IW引擎，並以全新的故事線和角色視人。另外，「幽灵」同時在下一代遊戲機（PS4 / Xbox One）和PC平台面世。

#### 決勝時刻：先進戰爭
- 推出日期：2014年11月4日
- 開發小组：Sledgehammer Games

《決勝時刻：先進戰爭》（Call of Duty: Advanced Warfare）是系列第十一款作品，由Sledgehammer開發。遊戲時空背景設定在西元2054年，作品使用全新的遊戲引擎開發，画质全面进入次世代。

#### 決勝時刻：無盡戰爭
- 推出时间：2016年11月4日
- 开发小组：Infinity Ward

《決勝時刻：無盡戰爭》（Call of Duty: Infinite Warfare）是系列第十三款作品，由Infinity Ward開發。遊戲時空背景設定在远未来，游戏场景大多为太空及行星，是一部独具创意的科幻作品。

## 其他遊戲

### 遊戲機遊戲

#### 決勝時刻：尖峰時刻
- 推出日期：2004年11月16日
- 開發小組：Spark Unlimited

《決勝時刻：尖峰時刻》（Call of Duty: Finest Hour）是「決勝時刻系列」第一款只在電子遊戲機（Console）上推出的的遊戲。該作只在任天堂GameCube、PlayStation 2及Xbox上推出。而PlayStation 2及Xbox版本更有多人連線模式，最多可對應32個玩家。

#### 決勝時刻2：鐵血軍營
- 推出日期：2005年11月1日
- 開發小組：Gray Matter Interactive、Treyarch、Pi Studios

《決勝時刻2：鐵血軍營》（Call of Duty 2: Big Red One）是系列第二款只在電子遊戲機上推出的的遊戲，與決勝時刻：尖峰時刻相同，該作只在GameCube、PlayStation 2及Xbox上推出。故事主要圍繞美國陸軍第1步兵師在第二次世界大戰時的戰績。而本作的英文名稱Big Red One亦為該師的外號。

#### 決勝時刻：世界戰爭 – 最後前線
- 推出日期：2008年11月11日
- 開發小組：Rebellion Developments

《決勝時刻：世界戰爭 – 最後前線》（Call of Duty: World at War – Final Fronts）是決勝時刻：戰爭世界的Playstation 2版本，由Rebellion Developments開發。該作主要圍繞三場戰役：太平洋戰場、突出部之役以及英軍進軍萊茵河進入德國本部。

### 掌上遊戲

#### 決勝時刻：勝利之路
- 推出日期：2007年3月14日
- 開發小組：Amaze Entertainment

《決勝時刻：勝利之路》（Call of Duty: Roads to Victory）在公佈開發時曾表示會開發N-Gage及Pocket PC，但最後只發佈了Playstation Portable的版本。遊戲中的戰役主要集中在三個盟軍的小隊：美軍第82空降師、加拿大第一軍團及英國傘兵團的戰績上。

### 電腦遊戲

#### 使命召唤Online
- 推出日期: 2015年1月11日（2013年10月24日于中国地区开始内部测试）
- 开发小组：Raven Software

《使命召喚Online》（Call of Duty Online）是一款由Raven工作室制作的決勝時刻网络游戏作品。单人部分以《決勝時刻》的《现代战争》系列（Modern Warfare）为故事背景，采用《现代战争》系列的世界观，讲述的是《现代战争》1—2代之间发生的故事。但隨著遊戲版本的更新以及開發組的更換導致劇本更改，除部分人物外已與《現代戰爭》系列無多大聯繫，已作為一個平行世界。

#### 決勝時刻：現代戰域
- 推出日期：2020年3月10日
- 開發小組：Infinity Ward

《決勝時刻：現代戰域》（Call of Duty: Warzone）是附屬在決勝時刻：現代戰爭的一部分並與決勝時刻系列後續作品世界觀相互連結的一個作品，玩家可以免費遊玩本作，本作除了有200BP四人、三人、二人和一人組隊的大逃殺和奪金之王外，還有不定時開放的多人遊戲和團隊即刻交戰（52 VS 52)。

#### 決勝時刻：現代戰域 2.0
- 推出日期：2022年11月16日
- 開發小組：Infinity Ward、Raven Software

《決勝時刻：現代戰域2.0》（Call of Duty: Warzone 2.0）

### 手機遊戲

#### 決勝時刻：突擊隊
- 推出日期：2013年9月5日
- 開發小組：The Blast Furnace

《決勝時刻：突擊隊》（Call of Duty: Strike Team）是由The Blast Furnace 製作，美國動視發行的戰術射擊遊戲。該遊戲於2013年9月5日在iOS上發布，2013年10月24日在Google Play商店推出。
本作沒有多人模式。 

#### 決勝時刻：英雄
- 推出時間：2014年11月26日
- 開發小組：Faceroll Games

《決勝時刻：英雄》（Call of Duty: Heroes）是一款由Faceroll Games開發的即時戰略遊戲。該遊戲與《部落衝突》相似，於2014年11月26日發布。

#### 決勝時刻：Mobile
- 推出時間：2019年10月1日
- 開發小組：天美工作室群

《決勝時刻：Mobile》（Call of Duty: Mobile）由中國公司騰訊旗下的天美工作室群負責領導開發，而從2020年的5月13日亦是慈善活動日，玩家該日無法購買CP，只可以購買慈善卷，而該日的所有消費紀錄將會捐贈WHO以對抗疫情。

### 中止開發的游戏
- 決勝時刻：联合兵团（Call of Duty: Combined Forces）

“決勝時刻：联合兵团”是“使命召唤：决战时刻”的续集，由Spark Unlimited开发。但因为资金等问题最终没有发布，Activision公司也与Spark Unlimited结束了合約。
- 決勝時刻：恶魔旅团（Call of Duty: Devil's Brigade）

“決勝時刻：恶魔旅团”是一款被取消的作品，由Underground Development开发。此作采用第三人称，开发平台为Xbox 360、PS3和PC。游戏背景为二战时期。
- 決勝時刻：越南（Call of Duty: Vietnam）

“決勝時刻：越南”是一款已被取消的第三人称游戏，由Sledgehammer Games开发。
- 決勝時刻策略（Call of Duty Tactics）

“決勝時刻策略”是一款由Vicarious Visions开发的策略游戏，但此作并未发布。
- 決勝時刻实时卡牌游戏（Call of Duty Real-Time Card Game）

“決勝時刻实时卡牌游戏”是一款实体卡牌游戏。它由Ben Chichoski开发，Upper Deck Entertainment出版。这部作品原定于2008年秋季上市，但它始终没有上市。

## 遊戲相關產品

### 可動人偶
- 決勝時刻：第一系列（Call of Duty: Series 1）
  - 推出日期：2004年

2004年，美國動視與Plan-B Toys及Radioactive Clown公司合作推出決勝時刻系列的Action Figures，當中包含二戰背景的三名美國士兵和三名德國士兵。
- McFarlane Toys Action Figure
  - 推出日期：2008年10月

玩具製作公司McFarlane Toys於2008年宣佈將與美國動視合作推出四款不同的可動人偶，分別為：攜噴火器的海軍陸戰隊、海軍陸戰隊步兵、英國特種步隊及攜機槍的海軍陸戰隊。

### 漫畫
- 現代戰爭2：「幽靈」（Modern Warfare 2: Ghost）
  - 推出日期：2009年11月10日

《現代戰爭2：「幽靈」》為決勝時刻系列的第一款漫畫。漫畫於2009年11月10日與《使命召喚：現代戰爭2》同時推出，並由漫畫出版公司WildStorm製作。漫畫分為六部份，故事主要圍繞遊戲內出現的角色「幽靈」的背景故事。

## 外部連結
- （英文） 使命召唤系列官方網站 （页面存档备份，存于）